# جيك كولير
جيك كولير (بالإنجليزية: Jake Collier) هو فنان قتال مختلط أمريكي، ولد في 23 أكتوبر 1988 في سانت لويس في الولايات المتحدة.

## وصلات خارجية
- جيك كولير على موقع يو إف سي (الإنجليزية)
- جيك كولير على موقع شيردوغ (الإنجليزية)
- جيك كولير على موقع Tapology.com (الإنجليزية)